# Pablo Alborán
Pablo Moreno de Alborán Ferrándiz (ur. 31 maja 1989 w Maladze) – hiszpański piosenkarz, kompozytor i autor tekstów.

## Kariera

### Początki kariery
W wieku dwunastu lat skomponował swoje pierwsze utwory: „Amor de Barrio” i „Desencuentr”. Dwa lata później zaczął publikować swoje autorskie kompozycje na portalu Myspace, gdzie zdobył pierwszych fanów. Większe grono odbiorców zyskał jednak po rozpoczęciu publikowania swoich nagrań w serwisie YouTube. Jego pierwszy film na tym portalu osiągnął ponad 2 miliony wyświetleń. Sławę przyniosła mu jednak kompozycja „Solamente tú”, która została odtworzona ponad 7 milionów razy, stając się popularna w całej Hiszpanii i Ameryce Łacińskiej. Wkrótce potem Pablo spotkał producenta Manuela Illána. Ten zmotywował go do nagrania demo, które oprócz jego autorskich piosenek zawierało utwór „Déjame de volverme loca” z repertuaru Diany Navarro. Dzięki producentowi jego wersja tej kompozycji dotarła do Navarro, która wykazała się dużym zainteresowaniem wobec Pablo i zaoferowała mu pomoc w osiągnięciu sukcesu.
Następnie Pablo zajął się wyborem utworów na debiutancką płytę spośród czterdziestu swoich kompozycji, które do tej pory stworzył. Materiał Paula został przesłuchany przez Kelly Rowland, która była zachwycona jego głosem. W połowie września 2010 został wydany jego pierwszy cyfrowy singel, „Solamente tú”. Utwór dotarł do 1. miejsca na oficjalnej hiszpańskiej liście sprzedaży i pokrył się podwójną platyną.

### 2011:Pablo AlborániEn acústico

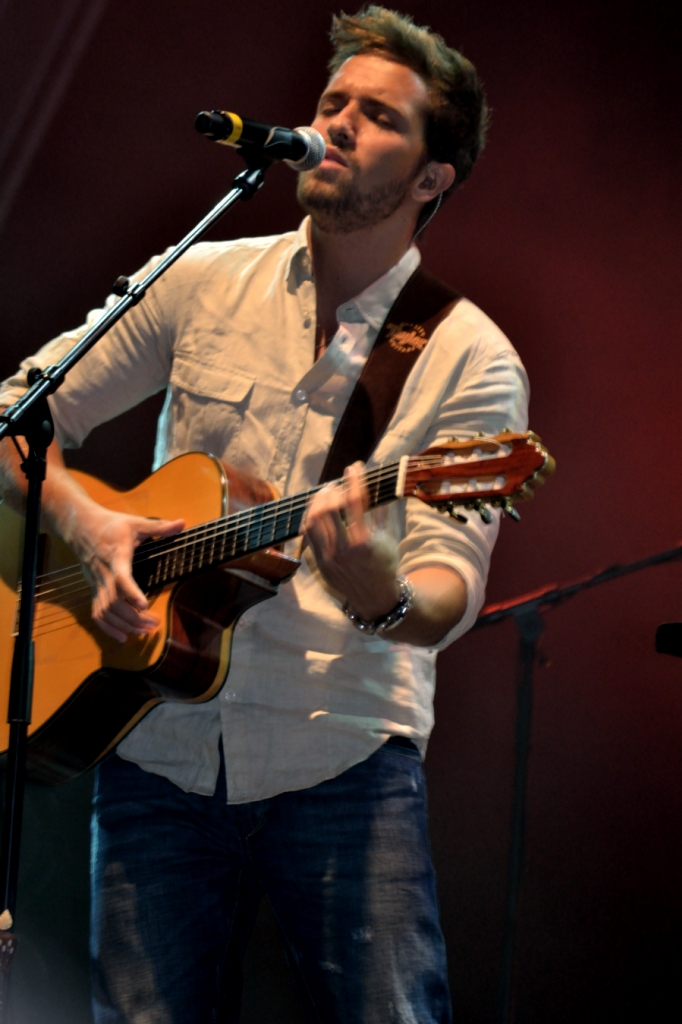
Pablo Alborán podczas koncertu w Cantanhede w Portugalii

1 lutego 2011 ukazał się jego debiutancki album zatytułowany Pablo Alborán. Wydawnictwo znalazło się na 1. miejscu na liście stu najlepiej sprzedających się albumów w Hiszpanii i osiągnęło w tym kraju sześciokrotny status platynowej płyty. Album ponadto był notowany na 6. miejscu na liście sprzedaży w Portugalii oraz na 50. miejscu na liście w Meksyku.
27 maja koncertem w Madrycie w Palacio Vistalegre rozpoczął swoją pierwszą trasę koncertową, w którą wyruszył po całej Hiszpanii, a także kilku krajach Ameryki Łacińskiej, w tym po Argentynie, Chile czy Meksyku. W listopadzie tego samego roku wydał album koncertowy En acústico, na którym znalazły się utwory z pierwszej płyty, dwa nowe oraz cztery dodatkowe nagrane w wersji akustycznej na żywo. Wydawnictwo trafiło na szczyty list sprzedaży w Hiszpanii, gdzie osiągnęło status ośmiokrotnej platynowej płyty oraz Portugalii, gdzie pokryło się sześciokrotną platyną. Pierwszym singlem promującym album był „Perdóname”, który został nagrany w duecie z portugalską piosenkarką Carminho. Piosenka dotarła na 1. miejsce na oficjalnej hiszpańskiej liście sprzedaży i pokryła się platyną.
10 listopada 2011 wystąpił w Las Vegas podczas gali Latin Grammy Awards 2011, gdzie wraz z Demi Lovato wykonał „Solamente tú”. 9 grudnia otrzymał swoją pierwszą nagrodę, Premios 40 Principales w kategorii Najlepszy debiutujący artysta. 27 grudnia został z kolei laureatem siódmej edycji Disco del Año, organizowanej przez TVE, za jego debiutancki album Pablo Alborán. Pablo był najlepiej sprzedającym się artystą w Hiszpanii w 2011.

### Od 2012:TantoiTerral
W 2012 nagrał utwór „Puede qué” w duecie z Miguelem Bosé, który znalazł się na jego albumie Papitwo, wydanym 4 września. 6 listopada tego samego roku wydał swój drugi album studyjny Tanto. Płyta trafiła na 1. miejsce na oficjalnych listach sprzedaży w Hiszpanii, gdzie dziesięciokrotnie pokryła się platyną oraz w Portugalii, gdzie otrzymała certyfikat platynowej płyty. 15 listopada wystąpił na Latin Grammy Awards 2012, gdzie wykonał „Perdóname”. W 2012, Pablo drugi rok z rzędu był najlepiej sprzedającym się artystą w Hiszpanii.
W marcu 2013 otrzymał nagrodę Premio Cadena Dial 2012 podczas gali w Auditorio de Tenerife na Teneryfie. 17 maja koncertem w Almeríi rozpoczął trasę koncertową, promującą album Tanto. Trasa obejmowała nie tylko koncerty w Hiszpanii, ale także w Portugalii oraz Ameryce Łacińskiej, gdzie rosło mu coraz większe grono odbiorców.
We wrześniu został nominowany do nagrody MTV Europe Music Awards 2013 w kategorii Najlepszy hiszpański wykonawca. Dwa miesiące później wydał reedycję albumu Tanto pod nazwą Tanto - Edición Premium, która została poszerzona nie tylko o nowe utwory, ale także o ekskluzywne DVD z trasy koncertowej. W 2013, Alborán trzeci rok z rzędu sprzedał najwięcej płyt w Hiszpanii.
11 listopada 2014 ukazał się jego trzeci album studyjny Terral. Płyta była notowana na listach sprzedaży w Hiszpanii (1. miejsce), Portugalii (2. pozycja) oraz Belgii (193. miejsce). Ponadto w Hiszpanii wydawnictwu przyznano certyfikat ośmiokrotnej platynowej płyty.

## Życie prywatne
Jest synem architekta Salvadora Moreno de Alborána Peralty, pochodzącego z prowincji Malaga i Francuzki Eleny Ferrándiz Martínez. W 2020 ujawnił się publicznie jako gej.

## Dyskografia

### Albumy studyjne
| Rok                                                     | Dane dot. albumu                                                                             | Najwyższe pozycje na listach | Najwyższe pozycje na listach | Najwyższe pozycje na listach | Najwyższe pozycje na listach | Najwyższe pozycje na listach | Certyfikat                                                                          | Sprzedaż                                                     |
| Rok                                                     | Dane dot. albumu                                                                             | SPA                          | BEL                          | MEX                          | POR                          | SWI                          | Certyfikat                                                                          | Sprzedaż                                                     |
| ------------------------------------------------------- | -------------------------------------------------------------------------------------------- | ---------------------------- | ---------------------------- | ---------------------------- | ---------------------------- | ---------------------------- | ----------------------------------------------------------------------------------- | ------------------------------------------------------------ |
| 2011                                                    | Pablo Alborán - Wydany: 1 lutego 2011 - Wytwórnia: EMI Music - Format: CD, digital download  | 1                            | –                            | 50                           | 6                            | –                            | - SPA: 6× platynowa płyta - CHIL: złota płyta                                       | - SPA: 360 000+ - CHIL: 7 500+                               |
| 2012                                                    | Tanto - Wydany: 6 listopada 2012 - Wytwórnia: EMI Music - Format: CD, digital download       | 1                            | –                            | –                            | 1                            | –                            | - SPA: 10× platynowa płyta - POR: platynowa płyta                                   | - SPA: 400 000+ - POR: 15 000+                               |
| 2014                                                    | Terral - Wydany: 11 listopada 2014 - Wytwórnia: Warner Music - Format: CD, digital download  | 1                            | 193                          | –                            | 2                            | –                            | - SPA: 8× platynowa płyta - MEX: złota płyta - ARG: złota płyta - CHIL: złota płyta | - SPA: 320 000+ - MEX: 30 000+ - ARG: 20 000+ - CHIL: 7 500+ |
| 2017                                                    | Prometo - Wydany: 17 listopada 2017 - Wytwórnia: Warner Music - Format: CD, digital download | 1                            | –                            | –                            | 2                            | 89                           | - SPA: 4× platynowa płyta                                                           | - SPA: 160 000+                                              |
| „–” oznacza, że album nie był notowany na danej liście. |                                                                                              |                              |                              |                              |                              |                              |                                                                                     |                                                              |

### Albumy koncertowe
| Rok                                                     | Dane dot. albumu | Najwyższe pozycje na listach | Najwyższe pozycje na listach | Certyfikat                                          | Sprzedaż                       |
| Rok                                                     | Dane dot. albumu | SPA                          | POR                          | Certyfikat                                          | Sprzedaż                       |
| ------------------------------------------------------- | --- | ---------------------------- | ---------------------------- | --------------------------------------------------- | ------------------------------ |
| 2011                                                    | En acústico - Wydany: 15 listopada 2011 - Wytwórnia: EMI Music - Format: CD, DVD, digital download                               | 1                            | 1                            | - SPA: 8× platynowa płyta - POR: 6× platynowa płyta | - SPA: 320 000+ - POR: 90 000+ |
| 2015                                                    | Tour Terral (Tres noches en Las Ventas) - Wydany: 6 listopada 2015 - Wytwórnia: Warner Music - Format: CD, DVD, digital download | –                            | 6                            |                                                     |                                |
| „–” oznacza, że album nie był notowany na danej liście. | |                              |                              |                                                     |                                |

### Single
| Rok  | Tytuł                                    | Najwyższe pozycje na liście | Certyfikat                | Sprzedaż                      | Album                |
| Rok  | Tytuł                                    | SPA                         | Certyfikat                | Sprzedaż                      | Album                |
| ---- | ---------------------------------------- | --------------------------- | ------------------------- | ----------------------------- | -------------------- |
| 2010 | „Solamente tú”                           | 1                           | - SPA: 2× platyna         | - SPA: 80 000+                | Pablo Alborán        |
| 2011 | „Miedo”                                  | 40                          |                           |                               | Pablo Alborán        |
| 2011 | „Perdóname” (oraz Carminho)              | 1                           | - SPA: platyna            | - SPA: 40 000+                | En acústico          |
| 2012 | „Te he echado de menos”                  | 2                           | - SPA: platyna            | - SPA: 40 000+                | En acústico          |
| 2012 | „Tanto”                                  | 2                           | - SPA: platyna            | - SPA: 40 000+                | Tanto (+ reedycja)   |
| 2013 | „El beso”                                | 1                           |                           |                               | Tanto (+ reedycja)   |
| 2013 | „Quién”                                  | 1                           | - SPA: złoto              | - SPA: 20 000+                | Tanto (+ reedycja)   |
| 2013 | „Éxtasis”                                | 16                          |                           |                               | Tanto (+ reedycja)   |
| 2013 | „Dónde está el amor” (feat. Jesse & Joy) | 32                          | - MEX: złoto - ARG: złoto | - MEX: 30 000+ - ARG: 10 000+ | Tanto (+ reedycja)   |
| 2014 | „Por fin”                                | 1                           | - SPA: platyna            | - SPA: 40 000+                | Terral               |
| 2015 | „Pasos de cero”                          | 1                           | - SPA: złoto              | - SPA: 20 000+                | Terral               |
| 2015 | „Recuérdame”                             | 15                          | - SPA: złoto              | - SPA: 20 000+                | Terral               |
| 2015 | „Vívela”                                 | 32                          |                           |                               | Terral               |
| 2015 | „La escalera”                            | 27                          | - SPA: złoto              | - SPA: 20 000+                | Terral               |
| 2015 | „Palmeras en la nieve”                   | –                           |                           |                               | Palmeras en la nieve |
| 2016 | „Se puede amar”                          | 74                          |                           |                               | –                    |
| 2016 | „Dónde está el amor” (feat. Tiê)         | –                           |                           |                               | Haja Coração         |
| 2017 | „Saturno”                                | 16                          | - SPA: platyna            | - SPA: 40 000+                | Prometo              |
| 2017 | „No vaya a ser”                          | 9                           | - SPA: 2× platyna         | - SPA: 80 000+                | Prometo              |
| 2018 | „Prometo”                                | 35                          | - SPA: złoto              | - SPA: 20 000+                | Prometo              |

### Z gościnnym udziałem
| Rok                                                     | Tytuł | Najwyższe pozycje na liście | Certyfikat   | Sprzedaż       | Album                         |
| Rok                                                     | Tytuł | SPA                         | Certyfikat   | Sprzedaż       | Album                         |
| ------------------------------------------------------- | --- | --------------------------- | ------------ | -------------- | ----------------------------- |
| 2012                                                    | „Cuestión de prioridades por el Cuerno de África” (Melendi feat. Dani Martín, Pablo Alborán, La Dama, Rasel, Malú oraz Carlos Baute) | 36                          |              |                | –                             |
| 2012                                                    | „Puede qué” (Miguel Bosé feat. Pablo Alborán)                                                                                        | –                           |              |                | Papitwo                       |
| 2012                                                    | „No sé por qué te quiero” (María Dolores Pradera feat. Pablo Alborán)                                                                | –                           |              |                | Gracias a vosotros            |
| 2013                                                    | „Vuelvo a verte” (Malú feat. Pablo Alborán)                                                                                          | 1                           | - SPA: złoto | - SPA: 20 000+ | Dual                          |
| 2013                                                    | „La de la mala suerte” (Jesse & Joy feat. Pablo Alborán)                                                                             | 17                          |              |                | ¿Con quien se queda el perro? |
| 2016                                                    | „Tu frialdad” (José Mercé feat. Pablo Alborán)                                                                                       | –                           |              |                | Doy la cara                   |
| „–” oznacza, że utwór nie był notowany na danej liście. | |                             |              |                |                               |

### Inne notowane utwory
| Rok  | Tytuł                          | Najwyższe pozycje na liście | Album       |
| Rok  | Tytuł                          | SPA                         | Album       |
| ---- | ------------------------------ | --------------------------- | ----------- |
| 2012 | „No te olvidaré”               | 37                          | En acústico |
| 2014 | „Gracias”                      | 22                          | Terral      |
| 2014 | „Quimera” (feat. Ricky Martin) | 30                          | Terral      |

## Filmografia
- 2011: Cuando me sonreís – jako on sam (odc. pt. Soy tu fan)
- 2013: Aída – jako on sam (odc. 200)